# UNEF I
De United Nations Emergency Force I (UNEF I), of Interventiemacht van de Verenigde Naties I in het Nederlands, was een vredesmacht en werd tussen november 1958 en 1967 in de Sinaï gelegerd om een buffer te vormen tussen Israël en Egypte.

## Achtergrond
In juli 1956 nationaliseerde de Egyptische president Nasser het Suezkanaal (zie ook Suezcrisis). Frankrijk en Groot-Brittannië reageerden met een militaire interventie. Vrijwel gelijktijdig voerde Israël een aanval op Egypte uit. De VN, de VS en de Sovjet-Unie veroordeelden deze acties in felle bewoordingen. De Algemene Vergadering besloot op 4 november 1956 (resolutie 998) tot oprichting van een vredesmacht die als buffer de partijen gescheiden moest houden tot een politieke oplossing kon worden bereikt. Het eigenlijke mandaat van de vredesmacht United Nations Emergency Force (UNEF) verleende de Algemene Vergadering op 5 november. De chef-staf van UNTSO, de Canadese generaal-majoor E.L.M. Burns, kreeg opdracht uit zijn waarnemerskorps officieren te selecteren die de kern van UNEF moesten gaan vormen.
Doel: erop toezien dat de vijandelijkheden zijn gestaakt en dat Britse, Franse en Israëlische troepen zich terugtrekken van Egyptisch grondgebied.
Eerst wordt UNEF rond het Suezkanaal gelegerd en later aan de Egyptische kant van de Israëlisch-Egyptische grens bij Gaza. In 1967 gelast de Egyptische president Nasser de vredesmacht te vertrekken. Israël vat dit op als een verkapte oorlogsverklaring.
UNEF I bestaat aanvankelijk uit meer dan 6.000 manschappen. Dit aantal loopt door de jaren heen terug. In juni 1967 is de vredesmacht ten opzichte van het eerste jaar met bijna de helft ingekrompen tot 3.378 vredessoldaten.
UNEF I heeft 110 doden te betreuren.

## Deelnemende landen
De troepenleverende landen zijn Brazilië, Canada, Colombia, Denemarken, Finland, India, Indonesië, Joegoslavië, Noorwegen en Zweden.

## Nederlandse bijdrage
Als een van de officieren voor de UNEF-staf koos Burns kapitein J.A. Bor. Deze arriveerde tezamen met de andere UNTSO waarnemers op 12 november bij het hoofdkwartier in Caïro. Hij werd aangesteld als hoofd van de inlichtingensectie. Als zodanig nam hij in december deel aan de onderhandelingen met de opperbevelhebber van de Israëlische strijdkrachten generaal Mosje Dajan over de terugtrekking van diens troepen uit de Sinaï. Egypte stelde echter deelname van het als pro-Israël bekendstaande Nederland aan UNEF niet op prijs, waardoor Bor zijn functie al snel moest opgeven. Hij keerde op 28 december terug naar UNTSO.

## Medaille
De secretaris-generaal van de Verenigde Naties heeft de UNEF Medaille in 1956 ingesteld.
De deelnemende militairen hadden na een vastgestelde periode in het gebied recht op deze bronzen medaille, een afwijkende versie van de Medaille voor Vredesmissies van de Verenigde Naties.
In 1967 werd UNEF II ingesteld.